# كاميلا فايسه
كاميلا فايسه (بالنرويجية البوكمول: Camilla Wiese)‏ هي مغنية ومغنية أوبرا وممثلة نرويجية، ولدت في 3 يونيو 1845 في برغن في النرويج، وتوفيت في 4 مارس 1938 في أوسلو في النرويج.